# NGC 5415
NGC 5415 (другие обозначения — ZWG 336.32, NPM1G +70.0124, PGC 49610) — галактика в созвездии Малая Медведица.
Этот объект входит в число перечисленных в оригинальной редакции «Нового общего каталога».